# Capo Rosso
Le Capo Rosso est le deuxième point le plus occidental de Corse, seulement dépassé par l'île satellite de Gargalo dans la réserve naturelle de Scandola (et le point le plus occidental de l’île de Corse au sens propre). C'est un cap de granite rose accessible uniquement à pied et coiffé d'une tour génoise.

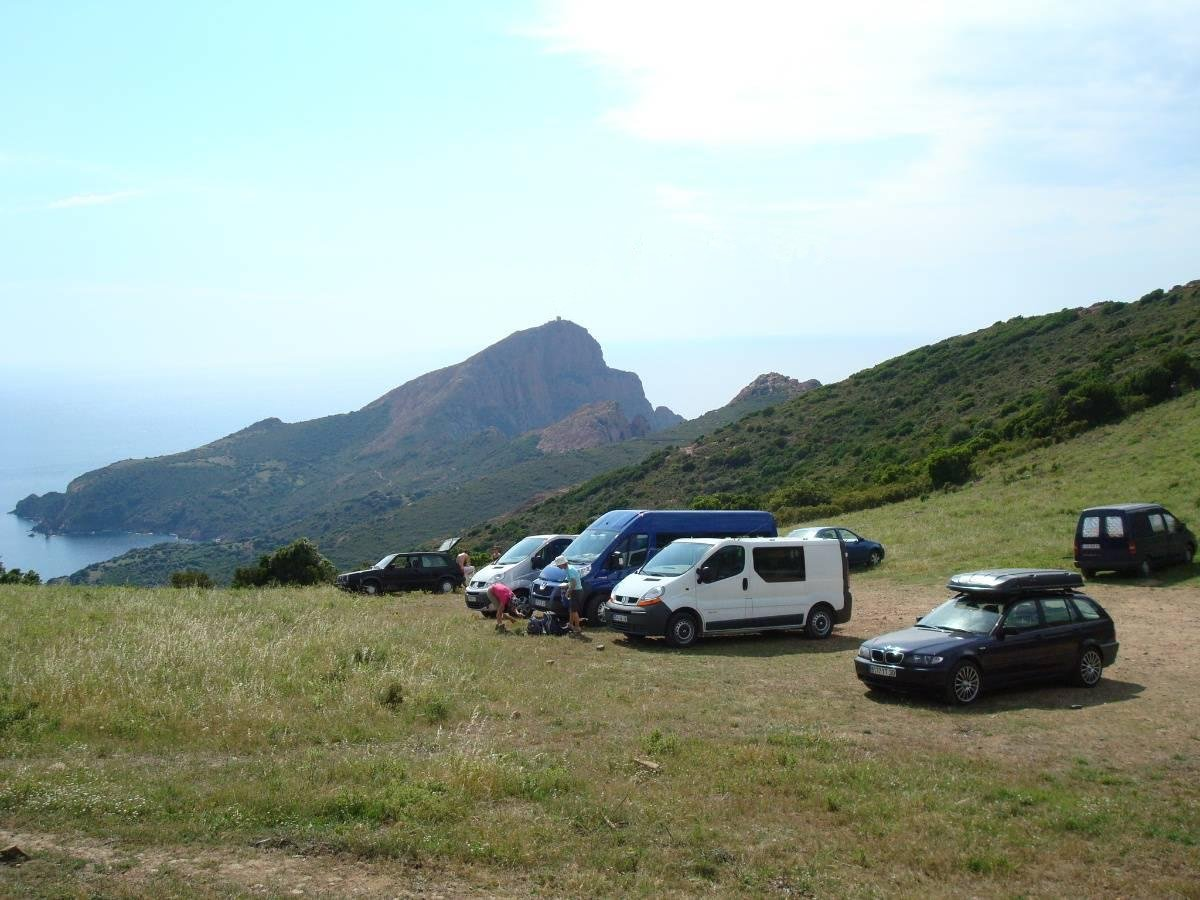
Le capo Rosso vu depuis le parking de la route D824

## Géographie
Situé en Corse-du-Sud, à l’ouest de l’île de Beauté, entre le golfe de Porto et Cargèse, à quelques kilomètres de Piana le Capo Rosso est un site classé au Patrimoine de l’humanité par l’Unesco. Le sommet, qui s’élève à 331 m au-dessus de la mer, est surmonté par la tour génoise de Turghiu, construite en 1608, est présente au sommet du Capo Rosso. Elle fut longtemps gardée par les Grecs de Cargèse.

## Randonnée
- L’accès en voiture se fait par la D824, l’unique route qui mène de Piana à la plage d’Arone. Au col d'Orsini, un panneau situé près du bar indique le lieu et le parking. Le Capo Rosso, montagne qui domine nettement l'ensemble, est bien visible au loin à l'ouest depuis le parking. De là, une belle perspective s'offre au randonneur avec une enfilade de plusieurs montagnes en forme de « dents », dont la troisième est le Capo Rosso lui-même.
- Le cap est accessible par un sentier unique qui descend d'abord en pente douce dans le maquis. Relativement facile sur les trois quarts de parcours jusqu'à l'unique cabane en ruine au pied de la montagne, lieu où paissent quelques vaches, le chemin aborde ensuite une forte côte en contournant le cap par l'ouest, en empruntant une faille de la roche, aménagée de quelques murets et escaliers sommaires, en direction de la tour. Le parcours, jamais à l'ombre de forêts, étant plus rude sous le soleil de l'été, il est nécessaire de prévoir de la boisson. D'une longueur de 8 km aller et retour, d'un dénivelé de 450 m, et d'une durée de 3 heures 30 environ aller et retour, la randonnée, qui oblige à revenir sur ses pas, nécessite une assez bonne condition physique et des chaussures adaptées aux chemins pierreux.
- Du sommet du Capo Rosso, la vue à 360 degrés offre un panorama spectaculaire, sur Cargèse et le golfe de Sagone au sud, sur le golfe de Porto et la réserve naturelle de Scandola au nord, ainsi que sur les calanques de Piana et vers l'intérieur de l'île la Punta Minuta et la Paglia Orba qui dominent la région à l'est. Des côtés nord et est, la falaise est à pic. Tout autour, de petites criques de sable blanc accueillent les baigneurs et de nombreux petits bateaux venus chercher la tranquillité.
- Le sommet de la tour génoise est accessible par un escalier extérieur qui mène à une salle, puis par un autre escalier intérieur très étroit, dégradé et sombre, qui mène à la plate-forme du sommet de la tour.

## Galerie de photos

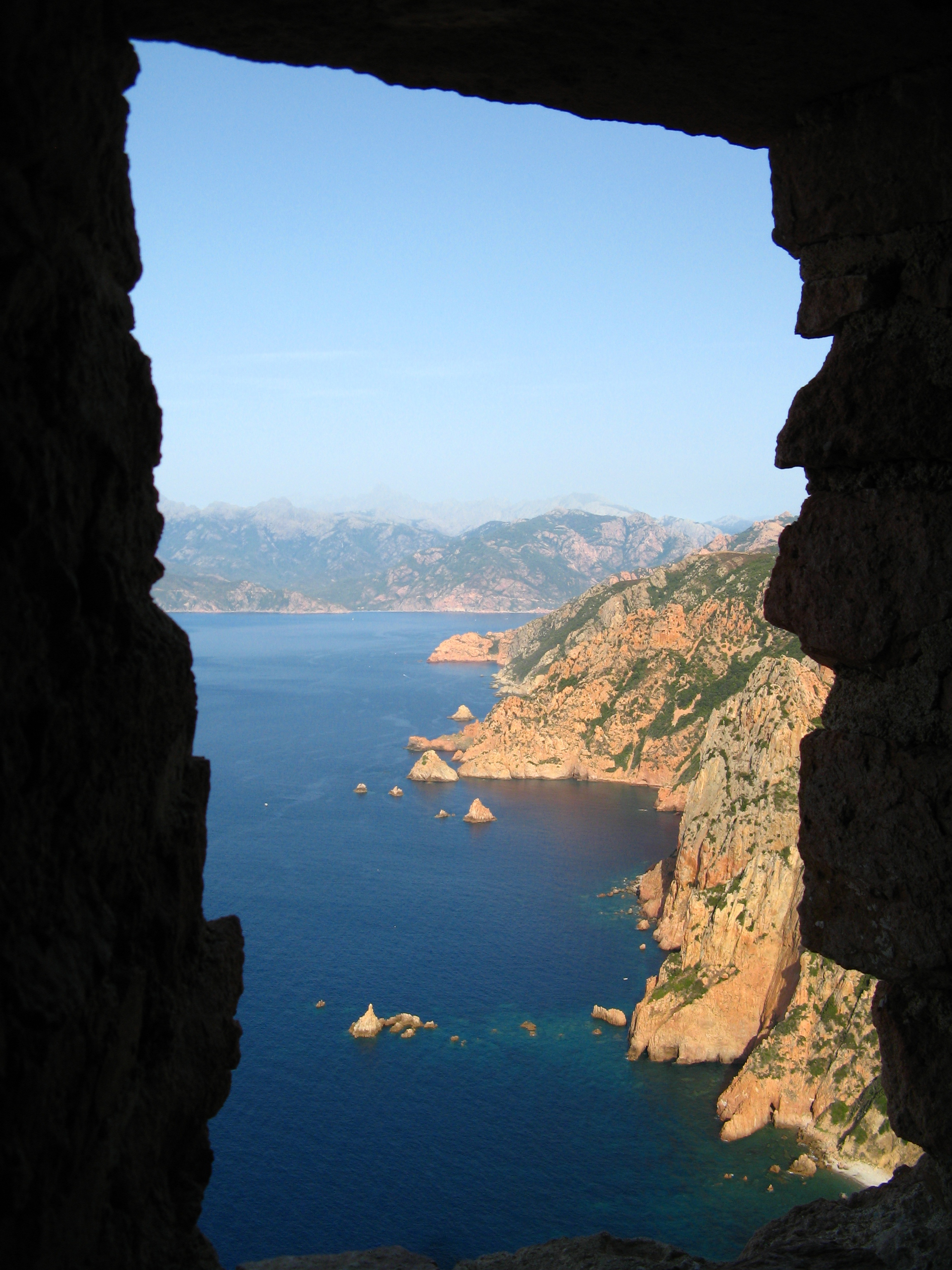
Vue sur le golfe de Porto depuis l'intérieur de la tour génoise

Panorama de la façade de la tour de Turghio (de gauche à droite Scandola, golfe de Girolata, golfe de Porto et à droite Cargèse).

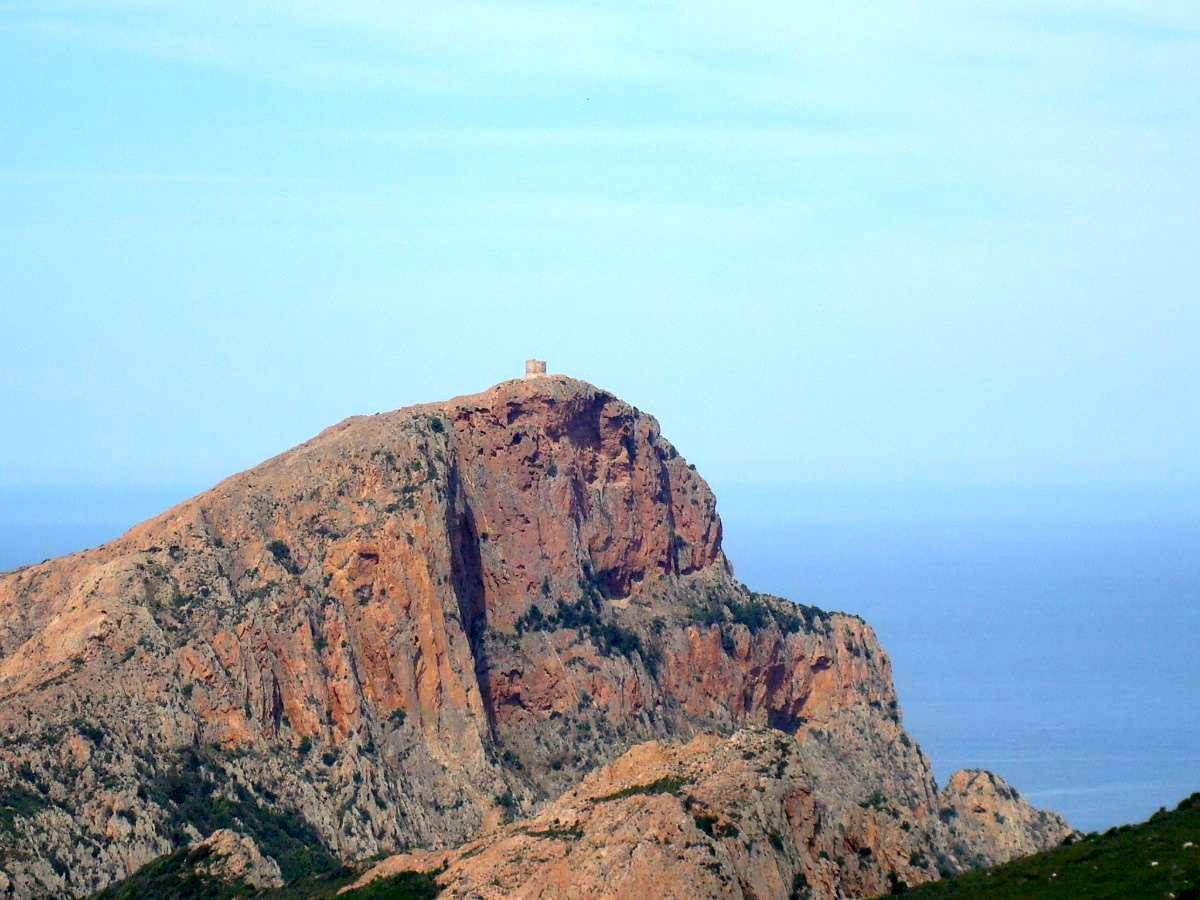
Vue de la tour de Turghio au sommet.
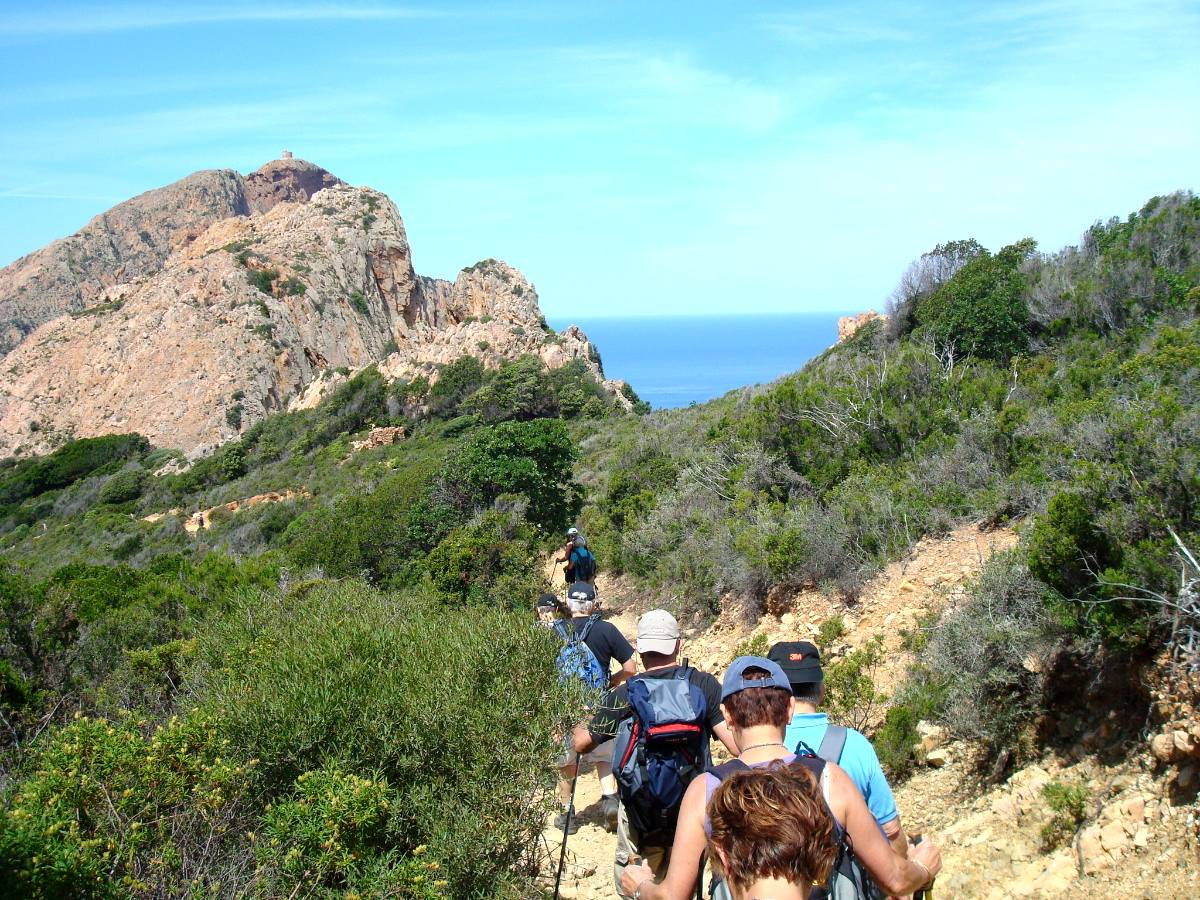
Le sentier d’accès à la tour (partie facile)
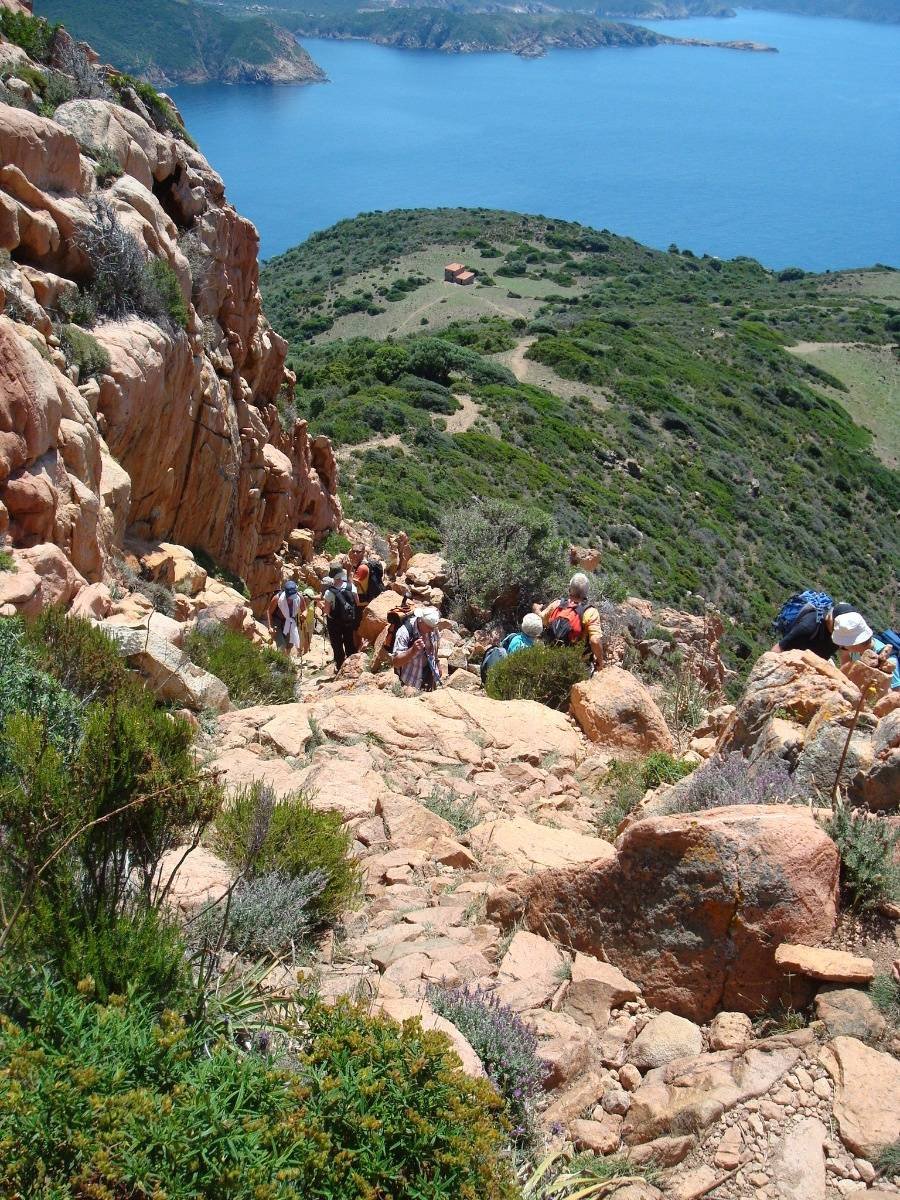
L'ascension  vers la tour
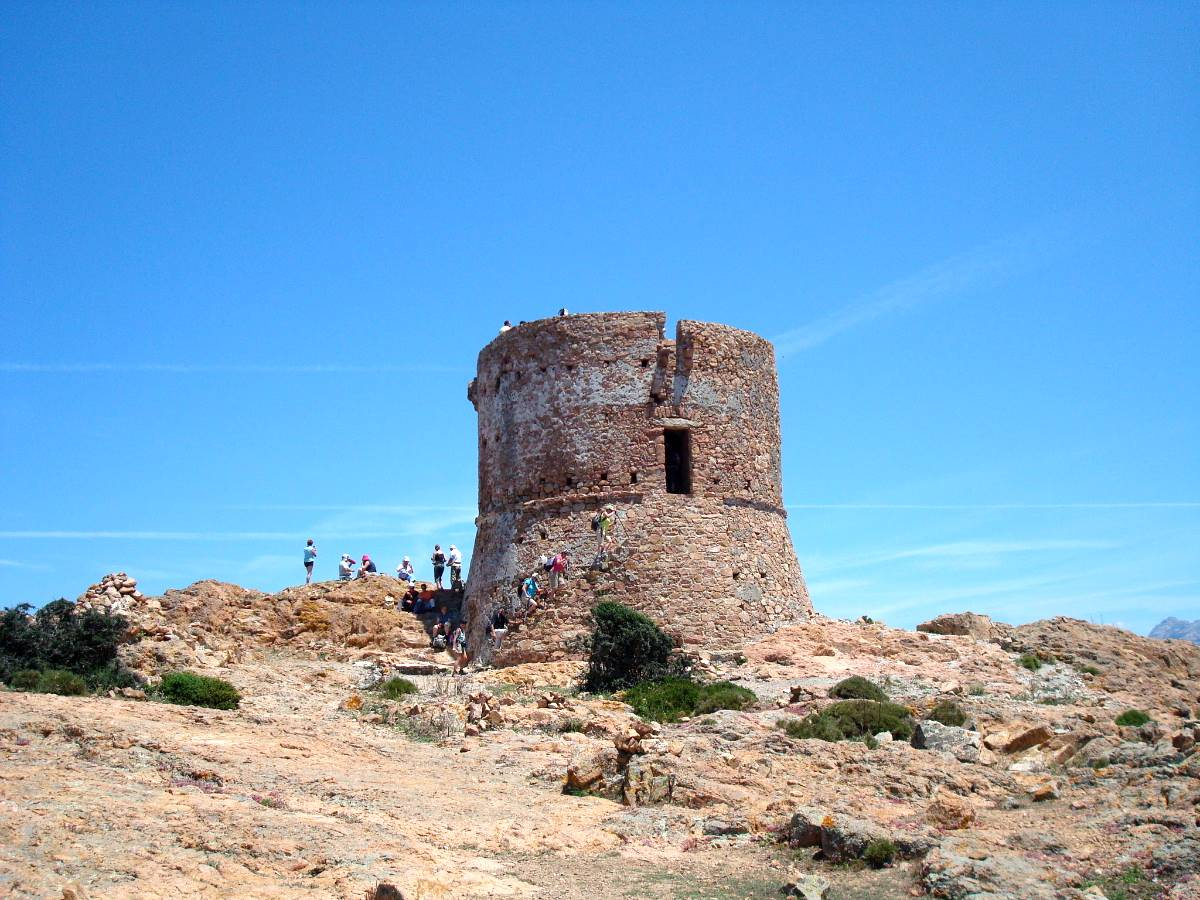
La tour de Turghio
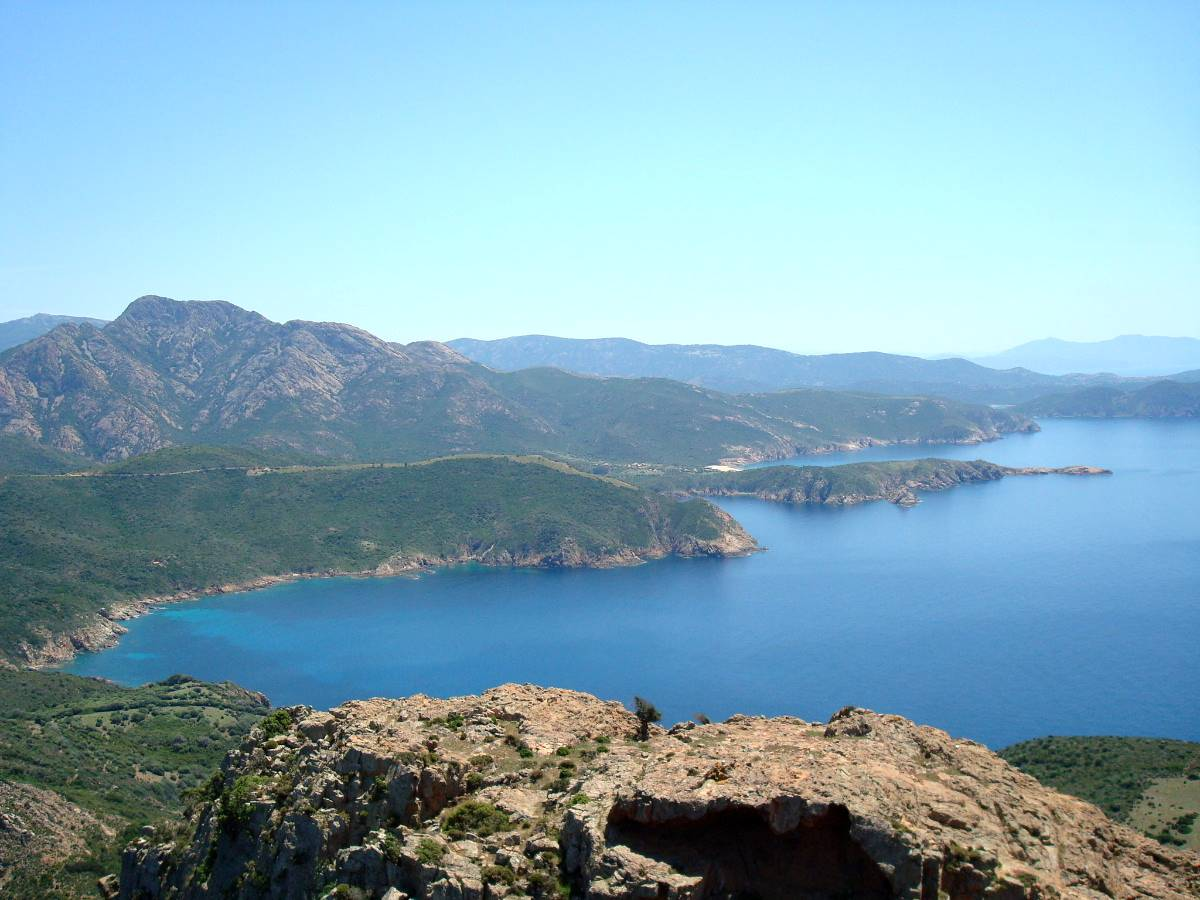
Vue sur le golfe de Sagone
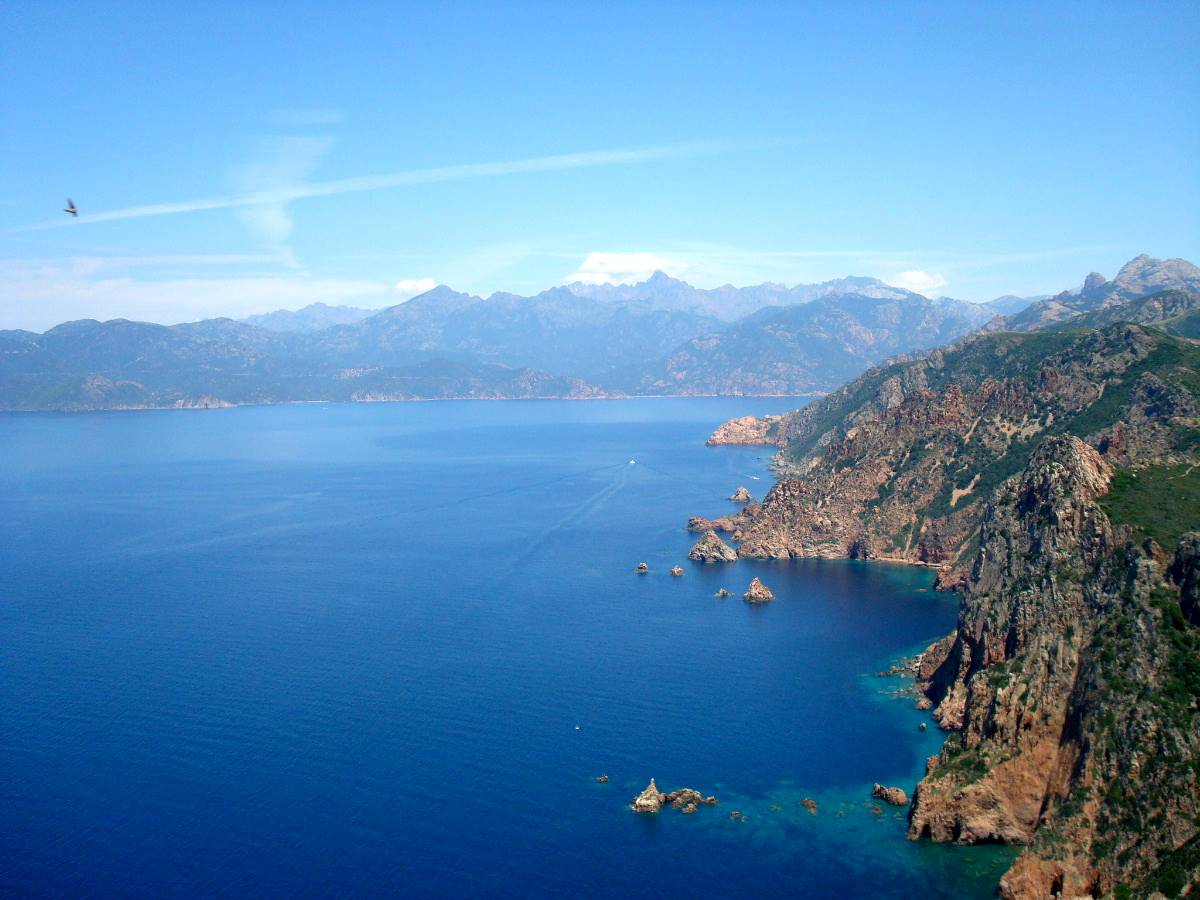
Vue sur le golfe de Porto et le massif du Monte Cinto